# Баранів (гміна, Пулавський повіт)
Гміна Баранів (пол. Gmina Baranów) — сільська гміна у східній Польщі. Належить до Пулавського повіту Люблінського воєводства.
Станом на 31 грудня 2011 у гміні проживало 4118 осіб.

## Площа
Згідно з даними за 2007 рік площа гміни становила 85.03 км², у тому числі:
- орні землі: 69.00%
- ліси: 21.00%

Таким чином, площа гміни становить 9.11% площі повіту.

## Населення
Станом на 31 грудня 2011:
| Опис     | Загалом | Загалом | Чоловіки | Чоловіки | Жінки | Жінки |
| -------- | ------- | ------- | -------- | -------- | ----- | ----- |
| одиниця  | осіб    | %       | осіб     | %        | осіб  | %     |
| все      | 4118    | 100     | 2008     | 48.76    | 2110  | 51.24 |
| міське   | 0       | 100     | 0        |          | 0     |       |
| сільське | 4118    | 100     | 2008     | 48.76    | 2110  | 51.24 |

## Сусідні гміни
Гміна Баранув межує з такими гмінами: Абрамів, Єзьожани, Жижин, Міхів, Уленж.